# Вулиця Академіка Сахарова (Тернопіль)
Вулиця Академіка Сахарова — вулиця в житловому масиві «Сонячний» міста Тернополя. Названа на честь відомого фізика та борця за права людини академіка Андрія Сахарова.

## Відомості
Розпочинається від вулиці Романа Купчинського, пролягає на південь, згодом — на схід до вулиці Академіка Корольова, де і закінчується. На вулиці розташовані багатоквартирні будинки та медичні заклади. В ході розбудови мікрорайону №6 «Варшавський» є перспектива продовження вулиці Академіка Сахарова на захід до вулиці 15 квітня.

## Медицина
- Обласна дитяча лікарня (Академіка Сахарова, 2А)

## Установи
- Будинок дитини (Академіка Сахарова, 2)

## Освіта
- Тернопільська спеціальна загальноосвітня школа (Академіка Сахарова, 4)
- Автошкола «Двигун» (Академіка Сахарова, 5)

## Релігія
- Зал Царства Свідків Єгови (Академіка Сахарова, 6)

## Транспорт
На вулиці розташовані 4 зупинки громадського транспорту: 
- Міська поліклініка №2 (від центру) — автобусні маршрути №12, 30.
- Міська поліклініка №2 (до центру) — автобусний маршрут №21, тролейбус №9.
- Обласна дитяча лікарня — автобусні маршрути №12, 30.
- Дитячий будинок — автобусний маршрут №21, тролейбус №9.